# Eublemma lacernaria
Eublemma lacernaria is een vlinder uit de familie van de spinneruilen (Erebidae). De wetenschappelijke naam van deze soort werd voor het eerst voorgesteld als Geometra lacernaria door Jacob Hübner in een publicatie uit 1813.

## Verspreiding
De soort komt voor in Zuid-Frankrijk, Spanje, Portugal, Algerije, Italië, Albanië, Noord-Macedonië, Griekenland (vasteland en Kreta), Turkije, Armenië, Cyprus, Israël, Jordanië en Iran.

## Biologie
De vlinder vliegt in de lente en in de late zomer in twee generaties. De rups leeft op soorten van het geslacht Phlomis (Lamiaceae).